# Radio Plus (Pays de Savoie)
Pour les articles homonymes, voir Radio Plus.
Radio Plus, anciennement Radio Thollon créé par Bernard Vivien, est une radio privée généraliste franco-suisse, diffusée en Suisse romande et en Pays de Savoie.

## Histoire
La radio a été créée en 1981 sous le nom de « Radio Thollon » ; son siège était situé à Thollon-les-Mémises. Elle a changé de propriétaire, de nom et de studios en novembre 2005 ; son siège est maintenant à Annecy-le-Vieux. Entre-temps, certains de Radio Thollon ont créé KTFM Radio Saint Genis ; cette dernière disparait sous ce nom après des fusions successives.